# Sadık Şendil
Sadık Şendil (* 1913 in Istanbul; † 26. Juli 1986 ebenda) war ein türkischer Drehbuchautor. Er schrieb auch acht Theaterstücke.

## Leben
Sadık Şendil kommt aus wohlhabendem Haus und wurde in den frühen 1950er Jahren als Drehbuchautor von türkischen Unterhaltungsfilmen tätig. Häufiger schrieb er für den Volksschauspieler Kemal Sunal, darunter drei Teile der Reihe Hababam Sınıfı. 1970, 1972 und 1974 wurde er beim Filmfestival in Antalya für das beste Drehbuch ausgezeichnet.
Insgesamt schrieb er bis zum Ende seines Lebens die Drehbücher zu 195 Spielfilmen und die Bücher zu acht Theaterstücken.

## Filmografie (Auswahl)
- 1953: Beklenen Şarkı
- 1955: İlk Ve Son
- 1956: Kalbimin Şarkısı
- 1956: Büyük Sır
- 1957: Pusu
- 1957: Berduş
- 1958: Altın Kafes
- 1959: Zümrüt
- 1959: Aşk Rüyası
- 1960: Kırık Kalpler
- 1960: Taş Bebek
- 1962: Aşk Güzeldir
- 1962: Günahsız Aşıklar
- 1962: Gurbet Yolcuları
- 1962: Gençlik Hülyaları
- 1962: Şoförün Karısı
- 1962: Akasyalar Açarken
- 1962: Öldüren Bahar
- 1963: Yedi Kocalı Hürmüz
- 1963: Şafak Bekçileri
- 1964: Kırk Küçük Anne
- 1964: Gözleri Ömre Bedel
- 1964: Sahte Sevgili
- 1965: Senede Bir Gün
- 1965: Bilen Kazanıyor
- 1965: Şekerli Misin Vay Vay
- 1965: Sürtük
- 1965: Kocamin Nişanlısı
- 1965: Kart Horoz
- 1966: Fakir Bir Kız Sevdim
- 1966: Denizciler Geliyor
- 1966: Boyacı
- 1966: Aşkın Kanunu
- 1966: Bir Millet Uyanıyor
- 1966: Allahaısmarladık Yavrum / Yarın Ağlayacağım
- 1966: Ölmeyen Aşk
- 1966: Ben Bir Sokak Kadınıyım
- 1966: Seni Sevmiyorum
- 1967: Ömre Bedel Kız
- 1967: Sürtüğün Kızı
- 1969: Nisan Yağmuru
- 1969: Acı İle Karışık
- 1969: Gelin Ayşem
- 1969: Çakırcalı Mehmet Efe
- 1970: Dönme Bana Sevgilim
- 1970: Sürtük
- 1971: Tarkan: Viking Kanı
- 1971: Son Hıçkırık
- 1972: Tarkan: Altın Madalyon
- 1973: Oh Olsun
- 1973: Canım Kardeşim
- 1974: Köyden İndim Şehire
- 1974: Kanlı Deniz
- 1974: Mavi Boncuk
- 1975: Hababam Sınıfı Sınıfta Kaldı
- 1975: Bizim Aile / Merhaba
- 1976: Hababam Sınıfı Uyanıyor
- 1976: Süt Kardeşler
- 1977: Hababam Sınıfı Tatilde
- 1977: Gülen Gözler
- 1977: Şabanoğlu Şaban
- 1977: Nehir
- 1978: Neşeli Günler
- 1978: Hababam Sınıfı Dokuz Doğuruyor
- 1988: Süper Baba